# Alegeri legislative în Elveția, 1951
Alegerile parlamentare din Elveția, 1951au fost alegeri parlamentare ce au avut loc în Elveția, în 1951.
| Partidul                                | Abrv. | Nr. locuri | %    |
| --------------------------------------- | ----- | ---------- | ---- |
| Partidul Liber Democrat din Elveția     | FDP   | 51         | 24.0 |
| Partidul Social - Democrat              | SP    | 49         | 26.0 |
| Partidul Creștin Democratic din Elveția | CVP   | 48         | 22.5 |
| Partidul Poporului Elvețian             | SVP   | 23         | 12.6 |
| Cercul Independenților                  | LdU   | 10         | 5.1  |
| Partidul Liberal din Elveția            | LPS   | 3          | 2.6  |
| Partidul Muncitoresc Elvețian           | PdA   | 5          | 2.7  |
| Partidul Democratic                     | DP    | 4          | 2.2  |
| Partidul Evangheliștilor                | EVP   | 1          | 1.0  |
| Altele partide                          | ----- | 0          | 1.3  |